# Asclepias pumila
Asclepias pumila är en oleanderväxtart som först beskrevs av Samuel Frederick Gray, och fick sitt nu gällande namn av Anna Murray Vail. Asclepias pumila ingår i släktet sidenörter, och familjen oleanderväxter. Inga underarter finns listade i Catalogue of Life.